# Superconductivitat d'alta temperatura
La superconductivitat d'alta temperatura és la que es produeix a temperatures crítiques superiors a 77 K (és a dir, per sobre de la temperatura d'ebullició del nitrogen). El descobriment experimental del primer superconductor per Karl Müller i Johannes Bednorz va ser reconegut immediatament en rebre del Premi Nobel de física del 1987.
Tots els compostos que presenten aquest tipus de superconductivitat són òxids de coure, bari i itri, anomenats genèricament YBCO, són cristalls amb l'estructura tetragonal de la perovskita i presenten anisotropia en determinades propietats superconductores. Tots ells són superconductors de tipus II, en els quals el camp magnètic pot penetrar en el seu interior creant tubs de flux (vòrtexs) que formen regions metàl·liques normals dins l'estructura superconductora. La teoria BCS no pot explicar el fenomen i sembla que les capes d'àtoms de coure hi tenen un paper destacat.